# 류지원
류지원(柳志元, 1913년 1월 30일~1981년 12월 31일)은 대한민국 정치인으로 제3·4대 국회의원이다. 우익 운동가 출신이다. 충남 연기 출생이다. 본관은 문화이며, 대전지방법원 법원장을 지낸 법조인 유헌열의 조카이다.
자유당 소속으로 제3,4대 민의원의원을 역임했다. "홍안에 호방한 성품"이라는 인물평이 남아 있다.

## 약력
- 일본 간사이 대학 법과 중퇴
- 대한독립촉성전국청년총연맹 중앙위원
- 대한청년단 총본부 단장
- 청년신문 사장
- 자유당 중앙집행위원
- 자유당 연기군당 위원장
- 실종군인유족회 회장

## 역대 선거 결과
|  | 29.11% |

|  | 41.95% |